# HD 104304
HD 104304 (HR 4587 / HIP 58576 / GJ 454) es una estrella de magnitud aparente +5,54 situada en la constelación de Virgo.
Se encuentra a 42,1 años luz de distancia del sistema solar.
HD 104304 es una subgigante de tipo espectral G8IV o K0IV.
Tiene una temperatura superficial de 5366 K y no muestra actividad cromosférica.
Gira sobre sí misma con una velocidad de rotación proyectada de al menos 4,5 km/s.
Su contenido metálico es mayor que el del Sol, estando su índice de metalicidad [Fe/H] comprendido entre +0,22 y +0,18.
Con casi idéntica masa que el Sol —apenas un 1% más elevada—, tiene una edad aproximada de 8500 millones de años, por lo que es un análogo solar que dobla en edad a nuestro Sol.

## Compañera estelar o planeta extrasolar
Aunque en 2007 se dio a conocer la posible presencia de un planeta alrededor de esta estrella, recientes estudios indican que HD 104304 forma un sistema binario con una enana roja de tipo espectral M4V, cuya masa es de 0,21 masas solares.
Los parámetros orbitales del sistema no son bien conocidos, pero la mejor solución para las observaciones realizadas en los últimos años supone un período orbital de 48,5 años y una inclinación del plano orbital de 35º.
Dicha órbita parece ser notablemente excéntrica (ε = 0,29) y la separación proyectada entre las dos estrellas es de aproximadamente 14 UA.